# 야후 (기업)
야후(Yahoo)는 미국의 인터넷 서비스 기업이다. 2017년 7월에 야후!와 AOL의 합병하여 오스(Oath)라는 이름으로 설립되었다. 2019년 1월, 버라이즌 미디어(Verizon Media)라는 사명을 변경하였다.
2021년 5월 3일 버라이즌은 사업부의 90%를 아폴로 글로벌 매니지먼트가 약 50억 달러에 인수하고 계약이 종료되면 야후라는 이름으로 바뀔 것라고 발표했다. 버라이즌은 새 그룹의 지분 10%를 유지한다. 2021년 9월 1일자로 인수가 완료되었다.